# My Family (Fernsehserie, 2022)
My Family (Originaltitel: マイファミリー) ist eine japanische Fernsehserie, die von Daiei Film umgesetzt wurde. In Japan fand die Premiere der Serie am 10. April 2022 auf TBS statt. Im deutschsprachigen Raum erfolgte die Erstveröffentlichung der Serie am 15. März 2023 durch Disney+ via Star als Original.

## Handlung
Ein Haus am Meer, eine kleine glückliche Familie und ein bevorstehendes furchtbares Unheil. Dies ist die Geschichte der Familie Narusawa, die zunächst ein ruhiges Leben in Kamakura führt. Die Familie besteht aus Tochter Tomoka, Mutter Michiru und Vater Haruto, dem CEO von Harukana Online Games, einem Unternehmen mit einer besonderen Stellung in der Videospielbranche. Das idyllische Familienleben findet jedoch ein jähes Ende, als Tomoka entführt wird. Nun versucht das verzweifelte Paar, ihre geliebte Tochter wohlbehalten zurückzubekommen. Ein verworrenes Spiel beginnt, in dem nichts so ist, wie es scheint. Ungeahnt wirft die Vergangenheit ihre Schatten voraus, und jede weitere Entscheidung, die getroffen wird, hat einen großen Einfluss auf die Zukunft. Im Laufe der Ereignisse werden schockierende Wahrheiten ans Licht gebracht, die das Leben aller Beteiligten auf den Kopf stellen – ob Familienmitglied, Freund der Familie, Polizist oder gar Täter. Wird am Schluss alles doch noch ein glückliches Ende nehmen, oder wird alles in der Dunkelheit versinken?

## Besetzung und Synchronisation
Die deutschsprachige Synchronisation entstand nach den Dialogbüchern von Frank Schröder, Christian Langhagen und Werner Böhnke sowie unter der Dialogregie von Frank Schröder durch die Synchronfirma VSI Synchron in Berlin.
| Figur             | Darsteller          | Deutscher Sprecher      |
| ----------------- | ------------------- | ----------------------- |
| Haruto Narusawa   | Kazunari Ninomiya   | Jan Makino              |
| Michiru Narusawa  | Mikako Tabe         | Lina Rabea Mohr         |
| Tomoka Narusawa   | Miyu Ōshima         | Milena Rybiczka         |
| Aoi Miwa          | Kento Kaku          | Nicolas Rathod          |
| Kanako Tatewaki   | Maryjun Takahashi   | Marieke Oeffinger       |
| Masafumi Makimura | Kōhei Ōtomo         | Uwe Jellinek            |
| Mayumi Narusawa   | Misuzu Kanno        | Jana Kozewa             |
| Itsuki Tōdō       | Gaku Hamada         | Amadeus Strobl          |
| Koharu Tōdō       | Shiori Nozawa       | Sophie Cathérine Habeck |
| Yūsuke Bizen      | Kunito Watanabe     | Rajko Geith             |
| Aya Suzuma        | Sawako Fujima       | Larissa Koch            |
| Eitarō Yoshino    | Takeshi Tomizawa    | Sven Fechner            |
| Keishi Katsuragi  | Hiroshi Tamaki      | Florian Clyde           |
| Tsukasa Umeki     | Yūto Nasu           | Rico Kranz              |
| Chigusa Washio    | Kinuo Yamada        | Sonja Spuhl             |
| Nanahiko Kusakabe | Takaya Sakoda       | Konrad Bösherz          |
| Akira Akutsu      | Matsumoto Kōshirō X | Tobias Nath             |
| Misaki Akutsu     | Rimi                | Jennifer Weiß           |
| Teruo Gotō        | Hajime Inoue        | Martin Schubach         |
| Eri Akutsu        | Eriko Moriwaki      | Marion Musiol           |
| Satsuki Miwa      | Misako Renbutsu     | Anni C. Salander        |
| Yuzuki Miwa       | Ririna Yamazaki     | Annika Theusner         |
| Aki Tōdō          | Ryō Tamaki          | Annika Tenter           |
| Anwalt Narahashi  | Toshiaki Megumi     | Stephan Baumecker       |

## Episodenliste
| Nr. | Deutscher Titel                                                           | Originaltitel                                                                | Erstausstrahlung (TBS) | Deutschsprachige Erstveröffentlichung (D/A/CH) | Regie            | Zuschauer (Japan) |
| --- | ------------------------------------------------------------------------- | ---------------------------------------------------------------------------- | ---------------------- | ---------------------------------------------- | ---------------- | ----------------- |
| 1 | Jetzt musst du deine Familie beschützen!                                  | 今こそ、家族を守れ 前代未聞の完全誘拐⁉︎子供の未来の為に闘う家族の愛と絆の物語 | 10. Apr. 2022          | 15. März 2023                                  | Shun'ichi Hirano | 12,6 %            |
| Haruto Narusawa ist der CEO von Harukana Online Games, einem Unternehmen, das als Wegbereiter einer neuen Ära in der Spieleindustrie gilt. Er lebt mit seiner Frau Michiru und seiner Tochter Tomoka in ihrem Haus in Kamakura, Shōnan. Als Haruto eines Tages nach seiner Arbeit im Stadtzentrum nach Hause kommt, erhält er einen Anruf, der sein Leben für immer verändert. Tomoka ist entführt worden. Das geforderte Lösegeld beträgt 500 Millionen Yen. Nachdem Haruto die Präfekturpolizei von Kanagawa über den Sachverhalt informiert hat, setzt diese sofort eine Sonderkommission für den Entführungsfall ein. Eitarō Yoshino leitet diese Kommission. In der Zwischenzeit trifft der Ermittler Keishi Katsuragi, der ebenfalls zu der Einheit gehört, mit anderen Polizeibeamten im Haus der Narusawas ein. Während die Polizeibeamten bei ihm zu Hause sind, erfährt Haruto von seiner Geschäftspartnerin Kanako Tatewaki, dass das Unternehmen in Schwierigkeiten steckt und das Lösegeld daher nicht sofort zusammengetragen werden kann. In ihrer Verzweiflung greift Michiru nach einem Strohhalm und bittet ihre Freunde aus Studienzeiten, Aoi Miwa und Itsuki Tōdō, um Hilfe. |                                                                           |                                                                              |                        |                                                |                  |                   |
| 2 | Eine unheilvolle Wendung                                                  | 絶体絶命からの逆転 愛を信じるか裏切りか 家族に訪れる結末…                    | 17. Apr. 2022          | 22. März 2023                                  | Shun'ichi Hirano | 12,8 %            |
| Haruto Narusawa und seine Frau Michiru geben die Entführung ihrer Tochter Tomoka im Internet bekannt, was das Mitgefühl der breiten Öffentlichkeit erregt und dazu führt, dass die Polizei zunehmend in die Kritik gerät. Da das Internet ihnen zuvorkommt, wetteifern die verschiedenen Medienhäuser nun darum, wer die neuesten Informationen über den Entführungsfall zuerst veröffentlichen kann. Am Morgen nach der Bekanntgabe der Entführung kontaktiert der Entführer das verzweifelte Paar und stellt ihnen ein Ultimatum und eine Forderung: keine Einmischung der Polizei im Austausch für das Leben ihrer Tochter. Doch Ermittler Katsuragi bleibt hartnäckig an dem Fall dran und lässt Haruto und Michiru keine andere Wahl, als eine Entscheidung zu fällen. In der Zwischenzeit stehen die Studienfreunde des Paares, der ehemalige Polizist Tōdō und der Anwalt Miwa, die den Stream des Paares gesehen haben, vor einem Dilemma. Sie müssen sich entscheiden, ob sie sich auf die Seite des Paares oder auf die der Polizei stellen. Zur gleichen Zeit taucht ein unerwarteter Gast im Haus der Narusawas auf. Ist er ein Verbündeter oder hegt er andere Absichten? Akira Akutsu, der sich um die technischen Details des Livestreams kümmerte, macht Kanako Tatewaki, der COO von Harukana Online Game sowie Harutos Geschäftspartnerin, einen gewagten Vorschlag. Dieser Vorschlag hat jedoch erhebliche Auswirkungen auf das Schicksal der Familie Narusawa. |                                                                           |                                                                              |                        |                                                |                  |                   |
| 3 | Gib mir meine Tochter zurück!                                             | 誘拐事件遂に完結へ 直接対決、娘を返せ!                                       | 24. Apr. 2022          | 29. März 2023                                  | Shun'ichi Hirano | 11,9 %            |
| Haruto und Michiru tun sich mit ihren Studienfreunden Miwa und Tōdō zusammen und schließen die Polizei aus dem Fall aus. Damit die Lösegeldübergabe ein garantierter Erfolg wird, tüftelt das Paar einen Plan aus, den sie an den Entführer übermitteln. Jetzt liegt es bei dem Entführer zu entscheiden, ob er ihren riskanten Plan durchziehen will oder nicht. Wird es Haruto gelingen, seine Tochter aus den Fängen des Entführers zu befreien? Es scheint, dass das Ziel in greifbare Nähe gerückt ist und der Fall der entführten Tomoka Narusawa ein glückliches Ende nimmt. |                                                                           |                                                                              |                        |                                                |                  |                   |
| 4 | Der wahre Schuldige                                                       | 新章〜真犯人迫る!?今こそ、家族を守れ                                         | 1. Mai 2022            | 5. Apr. 2023                                   | Yōhei Miyazaki   | 11,0 %            |
| Haruto und Michiru befreien ihre Tochter Tomoka aus den Fängen des Entführers. Obwohl sie hoffen, zu einem friedlichen Leben zurückzukehren, geht Haruto die Warnung von Katsuragi nicht mehr aus dem Kopf. Er würde es eines Tages bereuen, dem Entführer die Freiheit geschenkt zu haben. Es ging ihm nie um Rache oder Gerechtigkeit. Das Einzige, was für Haruto zählt, ist, dass Tomoka wohlbehalten zurück ist. Doch schon bald werden sie alle von einer neuen Tragödie heimgesucht. Was können sie nun tun? Wie wird die Polizei reagieren? Und werden sie alle jemals wieder Frieden finden? |                                                                           |                                                                              |                        |                                                |                  |                   |
| 5 | Ein Komplize! Der Schlüssel zur Wahrheit taucht auf.                      | あなたは共犯です!真実を握る人物現る                                          | 8. Mai 2022            | 12. Apr. 2023                                  | Kazunari Tomita  | 12,0 %            |
| Haruto, Tōdō und Miwa kommen zusammen, um Miwas und Satsukis Tochter Yuzuki gesund und munter zurückzubringen. Auch diesmal verlangt der Entführer, dass die Verhandlungen ohne Polizeibeteiligung geführt werden. Unterdessen ahnt Katsuragi bereits, dass man ihn von den Entführungsfällen abziehen wird. Seine nicht unberechtigte Befürchtung ist, dass dieser Fall genau den gleichen Verlauf nehmen wird wie die Entführung von Koharu Tōdō, die sich vor fünf Jahren ereignet hat. Aus diesem Grund ergreift der Ermittler beispiellose Maßnahmen gegen Akutsu, den er hinter der Entführung vermutet. Nach langem Warten nimmt der Entführer endlich Kontakt zu Haruto auf. Die Freunde transportieren 500 Millionen Yen mit dem Auto, aber sie geraten in Gefahr, als Michiru die Polizei informiert, und die Sache nimmt einen schockierenden Ausgang. |                                                                           |                                                                              |                        |                                                |                  |                   |
| 6 | Die Wahrheit: Verdacht auf Mittäterschaft? Begegnung mit dem Kriminellen. | 真相編〜共犯容疑!?犯人との直接対面!                                          | 15. Mai 2022           | 19. Apr. 2023                                  | Kenta Tanaka     | 11,7 %            |
| Der Entführer schlägt wieder zu. Diesmal ist das Ziel Misaki, die Tochter von Akutsu und Eri. Der Täter weist Haruto die Rolle des Unterhändlers zu. Er informiert Misakis Eltern über die Forderungen des Entführers. Akutsu stellt das Lösegeld zusammen und wartet mit Haruto auf Anweisungen zur Übergabe. Katsuragi, der inzwischen von den Ermittlungen ausgeschlossen wurde, hat genug und sieht keine andere Möglichkeit, als sich auf ein riskantes Spiel einzulassen. Unterdessen ist Kanako Tatewaki in etwas Gefährliches verwickelt. Die Serie von Entführungen zerrt an den Nerven aller Beteiligten. Als alle Akteure beginnen, sich gegenseitig zu misstrauen, kommt es zu einer überraschenden Wendung. Eine Person taucht vor Haruto auf. Sieht er dem Entführer endlich in die Augen? |                                                                           |                                                                              |                        |                                                |                  |                   |
| 7 | Von einem geliebten Menschen verraten: Du bist der Täter?!                | 愛しき人の裏切り!?犯人は、お前なのか                                         | 22. Mai 2022           | 26. Apr. 2023                                  | Shun'ichi Hirano | 13,2 %            |
| Der gefürchtete Entführer ist enttarnt! Besser gesagt, die Entführerin! Nachdem Haruto wieder zu Bewusstsein gekommen ist, recherchiert er eilig den Hintergrund von Aya Suzuma und vermutet, dass sie einen Komplizen hat, der in die ganze Sache verwickelt ist. Aus Sorge um Misakis Sicherheit informiert er jedoch nicht die Polizei. Und Haruto hat bereits einen Verdacht, wer es sein könnte. Vier Entführungsfälle, die mit Tōdōs Tochter begannen. Wer ist der wahre Täter? Und was ist sein Motiv? Geht es wirklich nur ums Geld? Oder steckt mehr dahinter? Miwa und Tōdō begeben sich auf die Suche nach der Wahrheit zu Harutos Haus, während die Polizei ihnen heimlich auf den Fersen ist. Während alles noch in Dunkelheit gehüllt ist, wird Haruto etwas klar und eine Offenbarung folgt. |                                                                           |                                                                              |                        |                                                |                  |                   |
| 8 | Das letzte Kapitel – die Wahrheit hinter der Entführung: ade, mein Herz!  | 最終章〜誘拐の真実 さらば、愛しき人よ!?                                      | 29. Mai 2022           | 3. Mai 2023                                    | Yōhei Miyazaki   | 13,0 %            |
| Haruto, Michiru und Miwa können das, was ihnen ihr Freund Tōdō gesteht, kaum fassen. Wie konnte er die Kinder entführen, wo er doch selbst sehr gut weiß, wie sich dieser Schmerz anfühlt? Während alle ihre aufsteigende Wut zäumen, hören sie Tōdōs detaillierter Beschreibung zu, um mehr über die fehlenden Zusammenhänge und die Gründe für die Taten zu erfahren. Wie hängt das alles mit der Entführung von Koharu Tōdō zusammen? Während Geheimnisse gelüftet werden und die Wahrheit immer klarer wird, bleiben einige Fragen noch immer unbeantwortet. Das letzte Kapitel der Geschichte hat gerade erst begonnen. |                                                                           |                                                                              |                        |                                                |                  |                   |
| 9 | Der letzte Kampf – das neue Ziel des Täters                               | 最終決戦〜犯人現る 最後の誘拐は、妻!?                                        | 5. Juni 2022           | 10. Mai 2023                                   | Kenta Tanaka     | 14,2 %            |
| Misaki wird in einem entsetzlichen Zustand gefunden. Die Polizei übt Druck auf Haruto aus und bringt die 100 Millionen Yen aus seinem Haus. Ohne ihr Wissen hat der Entführer Haruto und Tōdō für die Entführungen von Misaki und Koharu verantwortlich gemacht. Und noch schlimmer. Die rücksichtslose Entscheidung von Kanako Tatewaki fällt nun auf Haruto zurück. In diesem Moment taucht eine Schlüsselfigur in den polizeilichen Ermittlungen auf und der wahre Täter nimmt ein neues Opfer ins Visier: Michiru. |                                                                           |                                                                              |                        |                                                |                  |                   |
| 10 | Letzte Folge – Eine Familie und ihre Hoffnung für die Zukunft             | 完結〜真相の果てに 今こそ、未来を守れ!家族の明日への希望                     | 12. Juni 2022          | 17. Mai 2023                                   | Shun'ichi Hirano | 16,4 %            |
| Michiru wird entführt. Der Täter verlangt, dass Haruto sie gegen Tōdō austauscht, der sich auf der Flucht befindet. Um Michiru zu retten, bittet Haruto Katsuragi, den wahren Entführer zu entlarven und versucht, Tōdō zu kontaktieren, um Michirus Leben zu retten. Aber wie wird es für sie ausgehen? Nach einer langen und schmerzhaften Zeit werden sowohl der Drahtzieher hinter allem als auch seine Motive enthüllt. Doch was bedeutet das? Und vor allem: Was hält die Zukunft für die Familien bereit? |                                                                           |                                                                              |                        |                                                |                  |                   |